# 町田郵便局
町田郵便局（まちだゆうびんきょく）は東京都町田市にある郵便局。民営化前の分類では集配普通郵便局であった。

## 概要
住所：〒194-8799 東京都町田市旭町3-2-22

### 併設施設
- ゆうちょ銀行町田店（本店町田出張所）：取扱店番号01145

### 分室
分室はなし。過去に存在した分室は以下のとおり。
- 相模原分室 - 1960年（昭和35年）に廃止。

### 作業所
町田木曽団地名店街（本町田2507-7）内に郵便作業所を設けている。

## 沿革
- 1872年8月4日（明治5年7月1日） - 原町田郵便取扱所として開設[2]。
- 1875年（明治8年）1月1日 - 原町田郵便局（五等）となる[2]。
- 1881年（明治14年）8月 - 貯金預所を設置[2]。
- 1882年（明治15年）11月16日 - 為替取扱所を設置[2]。
- 1890年（明治23年）4月1日 - 町田郵便局に改称[2]。
- 1897年（明治30年）3月21日 - 町田郵便電信局となる[2]。
- 1903年（明治36年）4月1日 - 通信官署官制の施行に伴い町田郵便局となる[2]。
- 1938年（昭和13年）8月1日 - 臨時東京第三陸軍病院内（現・国立病院機構相模原病院）に町田郵便局陸軍病院内分室を開設、電信電話業務は町田郵便局と同等。所在地:神奈川県高座郡大野村上鶴間4719番地[3]。
- 1940年（昭和15年）8月26日 - 陸軍病院内分室を相模原分室と改称（逓信省告示2239号）[4]。
- 1944年（昭和19年）7月16日 - 相模原分室を大野分室へ改称（逓信省告示337号）[5]。
- 1949年（昭和24年）4月1日 - 大野分室を相模原分室へ再度改称（逓信省告示139号）[6]。
- 1949年（昭和24年）6月1日 - 町田電報電話局が開局、電信電話関係業務を町田電報電話局へ移管[7][8]。
- 1956年（昭和31年）11月1日 - 当局ならびに相模原分室にて電話通話および和文電報受付事務の取扱を開始。
- 1959年（昭和34年）2月 - 局舎新築落成。
- 1960年（昭和35年）6月16日 - 相模原分室を廃止。取扱事務は、新設の相模台郵便局に継承。所在地：相模原市新磯野（相模原市相模台二丁目1番6号 ※昭和44年7月1日住居表示実施・同位置）[9]。
- 1972年（昭和47年）9月18日 - 町田市中町一丁目から同市旭町三丁目に移転。
- 1976年（昭和51年）9月15日 - 風景入通信日付印の使用を開始[10]。
- 1994年（平成6年）7月1日 - 外国通貨の両替および旅行小切手の売買に関する業務取扱を開始。
- 2007年（平成19年）10月1日 - 民営化に伴い、併設された郵便事業町田支店、ゆうちょ銀行町田店に一部業務を移管。
- 2012年（平成24年）10月1日 - 日本郵便株式会社発足に伴い、郵便事業町田支店を町田郵便局に統合。
- 2016年（平成28年）2月1日 - ゆうゆう窓口の24時間営業を廃止。

## 取扱内容

### 町田郵便局
- 郵便、印紙、ゆうパック、内容証明
- 生命保険、バイク自賠責保険、自動車保険、がん保険、引受条件緩和型医療保険
- 町田市内の一部地域の集配業務
- 町田市内の町田西郵便局管内を除く市内郵便ポストからの取集業務
- ゆうゆう窓口

### ゆうちょ銀行町田店
- 貯金、貸付、為替、振替、振込、国際送金、外貨両替、国債、投資信託、変額年金保険
- ATM

## 周辺
- 町田警察署
- 町田中央公園（サン町田旭体育館、町田市民球場）
- 東京都立町田高等学校

## アクセス
- JR横浜線、小田急小田原線 町田駅から徒歩約18分
- 神奈川中央交通町41・町50・町54・町51・町53・町55 町田郵便局前停留所下車
- 東名高速道路 横浜町田ICから北西へ約6.5km
- 駐車場あり：13台